# Пол Інс
Пол Е́мерсон Карла́йл Інс (англ. Paul Emerson Carlyle Ince; народився 21 жовтня 1967; Ілфорд, Великий Лондон, Англія) — колишній англійський футболіст, півзахисник. Захищав кольори національної збірної Англії, у складі якої брав участь у Чемпіонатах Європи 1996, 2000 та Чемпіонаті світу 1998 р. у Франції. Виступав за такі клуби як «Вест Гем Юнайтед», «Манчестер Юнайтед», «Інтер», «Ліверпуль», «Мідлсбро» та Вулвергемптон Вондерерз. Став першим темношкірим капітаном збірної Англії.
По завершенні ігрової кар'єри — тренер.

## Клубна кар'єра

### «Вест Гем Юнайтед»
З самого дитинства Пол вболівав за «Вест Гем Юнайтед», а вже з 12-ти років почав тренуватись в дитячій команді цього клубу під керівництвом Джона Лайолла. Вихованець Молотобійців провів свою дебютну гру у Чемпіонаті Англії 30 листопада 1986 року проти «Ньюкасл Юнайтед». Починаючи з сезону 1987—1988 Інс регулярно виходить на поле, демонструючи усім талан гравця, який володіє чудовою швидкістю, відчуттям пасу, вмінням оборонятися та потужним ударом. В той час на нього звертають увагу тренери молодіжної збірної Англії віком до 21 року, за яку він проводить декілька поєдинків.
В серпні 1988 року почався визначний сезон у кар'єрі футболіста. «Вест Гем Юнайтед», який тоді боровся за право залишитись у вищому дивізіоні, завдяки двом голам Інса сенсаційно переміг у чвертьфіналі Кубка Ліги діючого чемпіона — «Ліверпуль» з розгромним рахунком 4-1. Однак в півфіналі Молотобійці поступились скромному клубу «Лутон Таун» та по завершенні сезону повинні були залишити вищий дивізіон. Керманич «Вест Гем Юнайтед» Джон Лайолл після 15 років роботи в команді подав у відставку. У наступному сезоні Пол відіграв одну зустріч у Другому Дивізіоні, після чого молодого півзахисника придбав гранд англійського футболу — «Манчестер Юнайтед» за 1 мільйон фунтів.

### «Манчестер Юнайтед»
Дебют Інса за «Манчестер Юнайтед» відбувся 16 вересня 1989 року в матчі проти «Міллуолу», який Дияволи перемогли з рахунком 5-1, а Пол разом з новими одноклубниками, тогочасним капітаном команди Браяном Робсоном та Нілом Веббом, створив надійну та могутню лінію півзахисту. І вже у першому сезоні в новій команді Пол здобув і свій перший трофей з клубом — «Манчестер» виграв Кубок Англії перегравши у фіналі на «Вемблі» «Кристал Пелес» з рахунком 1-0 (перший матч завершився унічию 3-3).
Протягом наступних чотирьох років, коли кар'єра легенди клубу Капітана Марвела вже поступово починала підходити до завершення, саме Пол став ключовою фігурою в центрі півзахисту «Юнайтед», де він виділявся своїми сміливими підкатами, філігранними навісними передачами та потужними ударами, хоча голами відзначався досить рідко. Один з його найкращих матчів в Прем'єр-лізі відбувся в січні 1994 року, коли Пол зробив дубль (2-2) на виїзді проти свого колишнього клубу «Вест Гем Юнайтед».
В другій частині сезону 1992-93 новим партнером Інса в півзахисті став шотландець Браян МакКлер, який був змушений змінити амплуа та поступитись місцем в нападі новачку команди Еріку Кантона. А вже в наступному сезоні 1993-94 пару Полу складав інший новачок «Юнайтед» — молодий ірландський півзахисник Рой Кін, якого придбали у «Ноттінгем Форест» за рекордну на той час трансферну суму для Прем'єр-ліги — 3,75 мільйонів фунтів стерлінгів.
Свій другий трофей у складі Червоних дияволів Інс здобув 15 травня 1991 року, коли «Юнайтед» завдяки двом голам Марка Гьюза, здолав у фіналі Кубку Кубків УЄФА іспанську «Барселону» з рахунком 2-1 в Роттердамі. А через рік Пол став володарем ще одного трофею — Кубка Ліги, де у фіналі манкуніанці святкували перемогу над клубом «Ноттінгем Форрест».
В наступному сезоні 1992-93 «Манчестер Юнайтед» змагається в новоствореній Прем'єр-лізі, а Інс разом зі своїм найкращим другом Раяном Ґіґґзом стають лідерами легандарної команди, яка складалась з таких зірок як Марк Г'юз, Ерік Кантона, Петер Шмейхель, Андрій Канчельскіс, Стів Брюс та Деніс Ірвін. І ця команда виграє перший за 26 років чемпіонат, а Пол поповнює свою колекцію ще одною нагородою лише за три роки виступів за МЮ.
В сезоні 1993-94 «Манчестер Юнайтед» знов домінує в чемпіонаті та виграє "«дубль»: Прем'єр-лігу та Кубок Англії. В наступному сезоні в останньому турі чемпіонату Інс та «Юнайтед» вирушають до Лондона на матч проти «Вест Гем Юнайтед», в якій МЮ потрібні були лише три очки, щоб здобути чемпіонство. Однак манчестерцям так і не вдалося премогти, а «Блекберн Роверз», який незважаючи на поразку від «Ліверпуля», все-таки обійшов манкуніанців на одне очко та виграв національну першість. Але сезон закінчився і ще одною невдачею — цього разу прикрою поразкою у фіналі Кубка Англії від «Евертона».
Влітку 1995 року, тренер МЮ Алекс Фергюсон продає Інса міланському «Інтеру» за 7,5 фунтів стерлінгів, яка на той час стала найвищою в історії трансферною сумою заплаченою за англійського гравця.

### «Інтер»
В сезоні 1995—1996 міланцям не вдається здобути 14-те скудетто для клубу і вони посідають лише 7-ме місце в Серії А. Проте, для Інса перший сезон склався досить непогано, він виходив на поле регулярно і пропустив лише чотири зустрічі чемпіонату. В наступному році, і ще в одному вдалому сезоні для Пола у футболці нерадзуррі, він забив 6 голів в 26-ти матчах, а його команда фінішувала третьою у Серії А. Тоді ж «Інтер» змагався і на європейській арені, де клуб дійшов до фіналу Кубку УЄФА. В 1/8 у матчі-відповіді проти «Боавішти» Пол відзначився голом. А вже в наступних раундах, здолавши на своєму шляху бельгійський «Андерлехт» та французький «Монако», міланський клуб вийшов до фіналу. В першому виїзному матчі проти гельзенкірхенського Шальке, в якому «чорно-сині» поступалися з рахунком 1-0 (переможний м'яч забив Марк Вілмотс), Інс участі не брав. Вдома, на стадіоні Джузеппе Меацца Пол повертається на поле, а команда перемагає гостей 1-0 завдяки голу Івана Саморано наприкінці зустічі. В доданий час не вдалося виявити переможця, і вже в серії післяматчевих пенальті, після невдало виконаних ударів від Івана Саморано та Арона Вінтера, «Інтер» поступився 4-1.
Попри те, що президент міланського клубу Массімо Моратті запропонував Інсу новий контракт, Пол все-таки вирішив відмовитись та повернутись на Туманний Альбіон.

### «Ліверпуль»
Ще однією причиною залишити Італію для Інса була необхідність в тому, щоб його син Томас ходив до англійської школи. Цей перехід коштував Червоним 4.5 мільйонів фунтів, однак трансфер був великою несподіванкою для багатьох, тому що через одвічне суперництво «Манчестер Юнайтед» та «Ліверпуля», мало кому вдавалося за свою кар'єру пограти за обидві команди.
Перший сезон на «Енфілді» для Інса склався досить невдало, клуб переживав не самі найкращі свої роки, головною причиною чого, стала погана дисципліна в команді. Преса навіть почала називати деяких гравців «Ліверпуля» «Спайс Бойз» (за аналогією з «Спайс Ґерлз» відомою поп-групою того часу), а саме Стіва МакМанамана, Роббі Фаулера, Джейсона МакЕйтіра та Джеймі Реднаппа, через те, що вони, нібито, приділяли більше часу своєму зовнішньому вигляду та розвагам, що лише заважало їм зосередитись на тренуваннях та виступах за клуб. Всі вони були хорошими друзями Інса, який мав не найкращу репутацію у пресі, тому і Пол також потрапив до списку «Спайс Бойз».
В другому сезоні Інс знов нічого не виграв з клубом, однак відзначився особливим для себе досягненням, забивши гол у ворота своєї колишньої команди «Манчестер Юнайтед» на «Енфілді», який приніс мерсісайдцям у матчі нічию.

### «Мідлсбро» та «Вулвергемптон»
Однак влітку 1999 року, керманич «Ліверпуля» Жерар Ульє продав 31-річного Інса до «Мідлсбро» за 1 мільйон фунтів, до команди, яку тоді очолював колишній партнер Пола по виступам за «Манчестер Юнайтед», Браян Робсон. Інс був обраний капітаном команди та провів на Ріверсайд Стедіум наступні три роки, зігравши за клуб понад 100 поєдинків, відзначившись 9-ма голами. У 2002 році Інс перейшов до «Вулвергемптона» на правах вільного агента і в першому ж сезоні допоміг клубу вийти до Прем'єр-ліги. Інс планував завершити кар'єру гравця по завершенні сезону 2004-05, але через призначення Глена Годла головним тренером Вовків, Пол вирішив пограти ще один рік. В квітні 2006, після розмови зі своїм другом Тедді Шерінгемом, Інс проявив бажання провести ще один сезон в команді. Однак в липні того ж року, новий наставник Мік Маккарті заявив, що відмовляється від послуг Інса. Після того як Пол залишив клуб, він висловив бажання в майбутньому повернутись на Молінью як тренер та очолити Вовків.

### Статистика виступів за клуби
| Клуб                | Сезон             | Ліга  | Ліга | Кубок | Кубок | Кубок Ліги | Кубок Ліги | Єврокубки | Єврокубки | Інші  | Інші | Всього | Всього |
| Клуб                | Сезон             | Матчі | Голи | Матчі | Голи  | Матчі      | Голи       | Матчі     | Голи      | Матчі | Голи | Матчі  | Голи   |
| ------------------- | ----------------- | ----- | ---- | ----- | ----- | ---------- | ---------- | --------- | --------- | ----- | ---- | ------ | ------ |
| «Вест Гем Юнайтед»  | 1986–87           | 10    | 1    | 1     | 0     |            | 0          |           |           |       |      |        |        |
| «Вест Гем Юнайтед»  | 1987–88           | 28    | 3    | 1     | 0     |            | 0          |           |           |       |      |        |        |
| «Вест Гем Юнайтед»  | 1988–89           | 33    | 3    | 1     | 0     | 2          | 0          |           |           |       |      |        |        |
| «Вест Гем Юнайтед»  | 1989–90           | 1     | 0    | 7     | 1     | 6          | 3          |           |           |       |      |        |        |
| «Вест Гем Юнайтед»  | Всього            | 72    | 7    | 10    | 1     | 9          | 3          |           |           |       |      |        |        |
| «Манчестер Юнайтед» | 1989-90           | 26    | 0    | 7     | 0     | 3          | 2          | 0         | 0         | 0     | 0    | 36     | 2      |
| «Манчестер Юнайтед» | 1990-91           | 31    | 3    | 2     | 0     | 6          | 0          | 7         | 0         | 1     | 0    | 47     | 3      |
| «Манчестер Юнайтед» | 1991-92           | 33    | 3    | 3     | 0     | 7          | 0          | 3         | 0         | 1     | 0    | 47     | 3      |
| «Манчестер Юнайтед» | 1992–93           | 41    | 6    | 2     | 0     | 3          | 0          | 1         | 0         | 0     | 0    | 47     | 6      |
| «Манчестер Юнайтед» | 1993–94           | 39    | 8    | 7     | 1     | 5          | 0          | 4         | 0         | 1     | 0    | 56     | 9      |
| «Манчестер Юнайтед» | 1994–95           | 36    | 5    | 6     | 0     | 0          | 0          | 5         | 0         | 1     | 1    | 48     | 6      |
| «Манчестер Юнайтед» | Всього            | 206   | 25   | 27    | 1     | 24         | 2          | 20        | 0         | 4     | 1    | 281    | 29     |
| «Інтер»             | 1995-96           | 30    | 3    | 5     | 0     |            |            | 0         | 0         |       |      |        |        |
| «Інтер»             | 1996-97           | 24    | 7    | 4     | 2     |            |            | 10        | 1         |       |      |        |        |
| «Інтер»             | Усього            | 54    | 10   | 9     | 2     |            |            | 10        | 1         |       |      |        |        |
| «Ліверпуль»         | 1997–98           | 31    | 8    | 1     | 0     | 4          | 0          | 4         | 0         | 0     | 0    | 40     | 8      |
| «Ліверпуль»         | 1998–99           | 34    | 6    | 2     | 1     | 2          | 1          | 3         | 1         | 0     | 0    | 41     | 9      |
| «Ліверпуль»         | Всього            | 65    | 14   | 3     | 1     | 6          | 1          | 7         | 1         | 0     | 0    | 81     | 17     |
| «Мідлсбро»          | 1999–00           | 32    | 3    | 0     | 0     | 3          | 1          |           |           |       |      |        |        |
| «Мідлсбро»          | 2000-01           | 30    | 2    | 3     | 0     | 3          | 0          |           |           |       |      |        |        |
| «Мідлсбро»          | 2001-02           | 31    | 2    | 4     | 1     | 0          | 0          |           |           |       |      |        |        |
| «Мідлсбро»          | Всього            | 93    | 7    | 7     | 1     | 6          | 1          |           |           |       |      |        |        |
| «Вулвергемптон»     | 2002–03           | 37    | 2    | 3     | 1     | 2          | 0          |           |           | 3     | 0    |        |        |
| «Вулвергемптон»     | 2003–04           | 32    | 2    | 1     | 0     | 2          | 0          |           |           |       |      |        |        |
| «Вулвергемптон»     | 2004–05           | 28    | 3    | 2     | 0     | 1          | 1          |           |           |       |      |        |        |
| «Вулвергемптон»     | 2005–06           | 18    | 3    | 2     | 0     | 0          | 0          |           |           |       |      |        |        |
| «Вулвергемптон»     | Всього            | 115   | 10   | 8     | 1     | 5          | 1          |           |           |       |      |        |        |
| «Суіндон Таун»      | 2006–07           | 3     | 0    | 0     | 0     | 0          | 0          |           |           |       |      |        |        |
| «Маклсфілд Таун»    | 2006–07           | 1     | 0    | 0     | 0     | 0          | 0          |           |           |       |      |        |        |
| Всього за кар'єру   | Всього за кар'єру | 609   | 72   | 57    | 6     | 50         | 8          |           |           |       |      |        |        |

## Національна збірна Англії
Інс захищав кольори національної збірної Англії з 1992 по 2000 рр. Загалом за збірну провів 53 поєдинки в яких відзначився 2 рази.

### Матчі за збірну
| #   | Дата       | Стадіон                              | Суперник   | Рахунок   | Турнір                    | Голи    | Місце      | Жовта картка · Червона картка | Капітан |
| --- | ---------- | ------------------------------------ | ---------- | --------- | ------------------------- | ------- | ---------- | ----------------------------- | ------- |
| 01. | 09-09-1992 | Естадіо Ель Сардінеро, Сантандер     | Іспанія    | 1-0       | Товариський матч          |         | Іспанія    |                               |         |
| 02. | 14-10-1992 | Вемблі Стедіум, Лондон               | Норвегія   | 1-1       | Відбір до ЧС 1994         |         | Англія     | 37'                           |         |
| 03. | 18-11-1992 | Вемблі Стедіум, Лондон               | Туреччина  | 4-0       | Відбір до ЧС 1994         |         | Англія     |                               |         |
| 04. | 31-03-1993 | Ататюрк Стадіуму, Ізмір              | Туреччина  | 0-2       | Відбір до ЧС 1994         |         | Туреччина  |                               |         |
| 05. | 28-04-1993 | Вемблі Стедіум, Лондон               | Нідерланди | 2-2       | Відбір до ЧС 1994         |         | Англія     |                               |         |
| 06. | 29-05-1993 | Шлонські Стадіон, Хожув              | Польща     | 1-1       | Відбір до ЧС 1994         |         | Польща     | ЖК                            |         |
| 07. | 09-06-1993 | Фоксборо Стедіум, Бостон             | США        | 2-0       | Турнір в США              |         | США        |                               |         |
| 08. | 13-06-1993 | Р. Ф. К. Меморіал Стедіум, Вашингтон | Бразилія   | 1-1       | Турнір в США              |         | США        |                               |         |
| 09. | 19-06-1993 | Сілвердоум, Детройт                  | Німеччина  | 1-2       | Турнір в США              |         | США        |                               |         |
| 10. | 08-09-1993 | Вемблі Стедіум, Лондон               | Польща     | 3-0       | Відбір до ЧС 1994         |         | Англія     |                               |         |
| 11. | 13-10-1993 | Де Кейп, Роттердам                   | Нідерланди | 2-0       | Відбір до ЧС 1994         |         | Нідерланди | ЖК                            |         |
| 12. | 17-11-1993 | Стадіо Ренато Даль'Ара, Болонья      | Сан-Марино | 7-1       | Відбір до ЧС 1994         | 22' 73' | Італія     |                               |         |
| 13. | 09-03-1994 | Вемблі Стедіум, Лондон               | Данія      | 1-0       | Товариський матч          |         | Англія     |                               |         |
| 14. | 22-05-1994 | Вемблі Стедіум, Лондон               | Норвегія   | 0-0       | Товариський матч          |         | Англія     |                               |         |
| 15. | 12-10-1994 | Вемблі Стедіум, Лондон               | Румунія    | 1-1       | Товариський матч          |         | Англія     |                               |         |
| 16. | 15-02-1995 | Ленсдаун Роуд, Дублін                | Ірландія   | 1-0       | Товариський матч          |         | Ірландія   |                               |         |
| 17. | 27-03-1996 | Вемблі Стедіум, Лондон               | Болгарія   | 1-0       | Товариський матч          |         | Англія     |                               |         |
| 18. | 24-04-1996 | Вемблі Стедіум, Лондон               | Хорватія   | 0-0       | Товариський матч          |         | Англія     |                               |         |
| 19. | 18-05-1996 | Вемблі Стедіум, Лондон               | Угорщина   | 3-0       | Товариський матч          |         | Англія     |                               |         |
| 20. | 08-06-1996 | Вемблі Стедіум, Лондон               | Швейцарія  | 1-1       | Євро 1996                 |         | Англія     |                               |         |
| 21. | 15-06-1996 | Вемблі Стедіум, Лондон               | Шотландія  | 2-0       | Євро 1996                 |         | Англія     | 68'                           |         |
| 22. | 18-06-1996 | Вемблі Стедіум, Лондон               | Нідерланди | 4-1       | Євро 1996                 |         | Англія     | 43'                           |         |
| 23. | 26-06-1996 | Вемблі Стедіум, Лондон               | Німеччина  | 1-1(5-6)* | 1/2 фіналу Євро 1996      |         | Англія     |                               |         |
| 24. | 01-09-1996 | Стадіонул Републіка, Кишинів         | Молдова    | 0-3       | Відбір до ЧС 1998         |         | Молдова    | 66'                           |         |
| 25. | 09-10-1996 | Вемблі Стедіум, Лондон               | Польща     | 2-1       | Відбір до ЧС 1998         |         | Англія     |                               |         |
| 26. | 09-11-1996 | Стадіон ім. Бориса Пайчадзе, Тбілісі | Грузія     | 0-2       | Відбір до ЧС 1998         |         | Грузія     |                               |         |
| 27. | 12-02-1997 | Вемблі Стедіум, Лондон               | Італія     | 0-1       | Відбір до ЧС 1998         |         | Англія     |                               |         |
| 28. | 29-03-1997 | Вемблі Стедіум, Лондон               | Мексика    | 2-0       | Товариський матч          |         | Англія     |                               |         |
| 29. | 30-04-1997 | Вемблі Стедіум, Лондон               | Грузія     | 2-0       | Відбір до ЧС 1998         |         | Англія     |                               |         |
| 30. | 31-05-1997 | Шлонські Стадіон, Хожув              | Польща     | 0-2       | Відбір до ЧС 1998         |         | Польща     | 11'                           |         |
| 31. | 04-06-1997 | Стад Божуар, Нант                    | Італія     | 2-0       | Турне де Франс            |         | Франція    |                               |         |
| 32. | 07-06-1997 | Стад Моссон, Монпельє                | Франція    | 0-1       | Турне де Франс            |         | Франція    |                               |         |
| 33. | 10-06-1997 | Парк де Пренс, Париж                 | Бразилія   | 0-1       | Турне де Франс            |         | Франція    |                               |         |
| 34. | 11-10-1997 | Стадіо Олімпіко, Рим                 | Італія     | 0-0       | Відбір до ЧС 1998         |         | Італія     |                               |         |
| 35. | 15-11-1997 | Вемблі Стедіум, Лондон               | Камерун    | 2-0       | Товариський матч          |         | Англія     |                               |         |
| 36. | 11-02-1998 | Вемблі Стедіум, Лондон               | Чилі       | 0-2       | Товариський матч          |         | Англія     | ЖК                            |         |
| 37. | 25-03-1998 | Ванкдорф Штадіум, Берн               | Швейцарія  | 1-1       | Товариський матч          |         | Швейцарія  |                               |         |
| 38. | 22-04-1998 | Вемблі Стедіум, Лондон               | Португалія | 3-0       | Товариський матч          |         | Англія     |                               |         |
| 39. | 27-05-1998 | Стад Мохамед V, Касабланка           | Марокко    | 0-1       | Турнір Короля Хуссаїна II |         | Марокко    |                               |         |
| 40. | 15-06-1998 | Стад Велодром, Марсель               | Туніс      | 2-0       | ЧС 1998                   |         | Франція    |                               |         |
| 41. | 22-06-1998 | Стад Мунісіпаль, Тулуза              | Румунія    | 1-2       | ЧС 1998                   |         | Франція    |                               |         |
| 42. | 26-06-1998 | Стад Фелікс Боллар, Ланс             | Колумбія   | 2-0       | ЧС 1998                   |         | Франція    |                               |         |
| 43. | 30-06-1998 | Стад Жеффруа Ґішар, Сент-Етьєн       | Аргентина  | 2-2(4-3)* | 1/8 фіналу ЧС 1998        |         | Франція    | 10'                           |         |
| 44. | 05-09-1998 | Росунда, Стокгольм                   | Швеція     | 2-1       | Відбір до Євро 2000       |         | Швеція     | 67'                           |         |
| 45. | 01-02-1999 | Вемблі Стедіум, Лондон               | Франція    | 0-2       | Товариський матч          |         | Англія     |                               |         |
| 46. | 10-10-1999 | Стедіум оф Лайт, Сандерленд          | Бельгія    | 2-1       | Товариський матч          |         | Англія     |                               |         |
| 47. | 13-11-1999 | Гемпден-Парк, Глазго                 | Шотландія  | 0-2       | Відбір до Євро 2000       |         | Шотландія  | ЖК                            |         |
| 48. | 17-11-1999 | Вемблі Стедіум, Лондон               | Шотландія  | 0-1       | Відбір до Євро 2000       |         | Англія     | 43'                           |         |
| 49. | 27-05-2000 | Вемблі Стедіум, Лондон               | Бразилія   | 1-1       | Товариський матч          |         | Бразилія   |                               |         |
| 50. | 03-06-2000 | Та' Калі Стедіум, Та' Калі           | Мальта     | 1-2       | Товариський матч          |         | Мальта     |                               |         |
| 51. | 12-06-2000 | Філіпс Стадіон, Ейндговен            | Португалія | 2-3       | Євро 2000                 |         | Нідерланди | 45'                           |         |
| 52. | 17-06-2000 | Стад дю Пеї де Шарлеруа, Шарлеруа    | Німеччина  | 1-0       | Євро 2000                 |         | Бельгія    |                               |         |
| 53. | 20-06-2000 | Стад дю Пеї де Шарлеруа, Шарлеруа    | Румунія    | 2-3       | Євро 2000                 |         | Бельгія    |                               |         |

## Кар'єра тренера
Розпочав тренерську кар'єру, ще продовжуючи грати на полі, 2006 року, очоливши тренерський штаб клубу «Маклсфілд Таун» як граючий тренер.
Протягом 2007–2008 років очолював команду клубу «Мілтон-Кінс Донс».
Влітку 2008 року був призначений головним тренером команди «Блекберн Роверз», ставши першим темношкірим британцем на позиції головного тренера команди вищого англійського футбольного дивізіону. Тренував команду з Блекберна лише півроку — у грудні того ж 2008 року був звільнений через незадовільні результати — лише три перемоги у 17 проведених за цей час іграх.
Влітку 2009 року удруге прийшов на тренерський місток «Мілтон-Кінс Донс», уклавши дворічну угоду з клубом. Проте залишив його вже по завершенні першого сезону роботи, оскільки команда демонструвала гірші, ніж очікувалося, результати.
Згодом протягом 2010–2011 років очолював тренерський штаб клубу «Ноттс Каунті». Пропрацював менше одного сезону, залишив команду після рекордної в історії клубу серії програшів — дев'яти поразок поспіль.
Наразі останнім місцем тренерської роботи був «Блекпул», головним тренером команди якого Пол Інс був з 2013 по 2014 рік. З цього клубу пішов також після тривалої серії незадовільних результатів.

## Титули і досягнення
- Чемпіон Англії (2):

«Манчестер Юнайтед»:  1992–93, 1993–94
- Володар Кубка Англії (2):

«Манчестер Юнайтед»:  1989–90, 1993–94
- Володар Кубка англійської ліги (1):

«Манчестер Юнайтед»:  1991–92
- Володар Суперкубка Англії (3):

«Манчестер Юнайтед»:  1990, 1993, 1994
- Володар Кубка Кубків УЄФА (1):

«Манчестер Юнайтед»:  1990–91
- Володар Суперкубка Європи (1):

«Манчестер Юнайтед»:  1991